# Oghamsteine von Ballintaggart

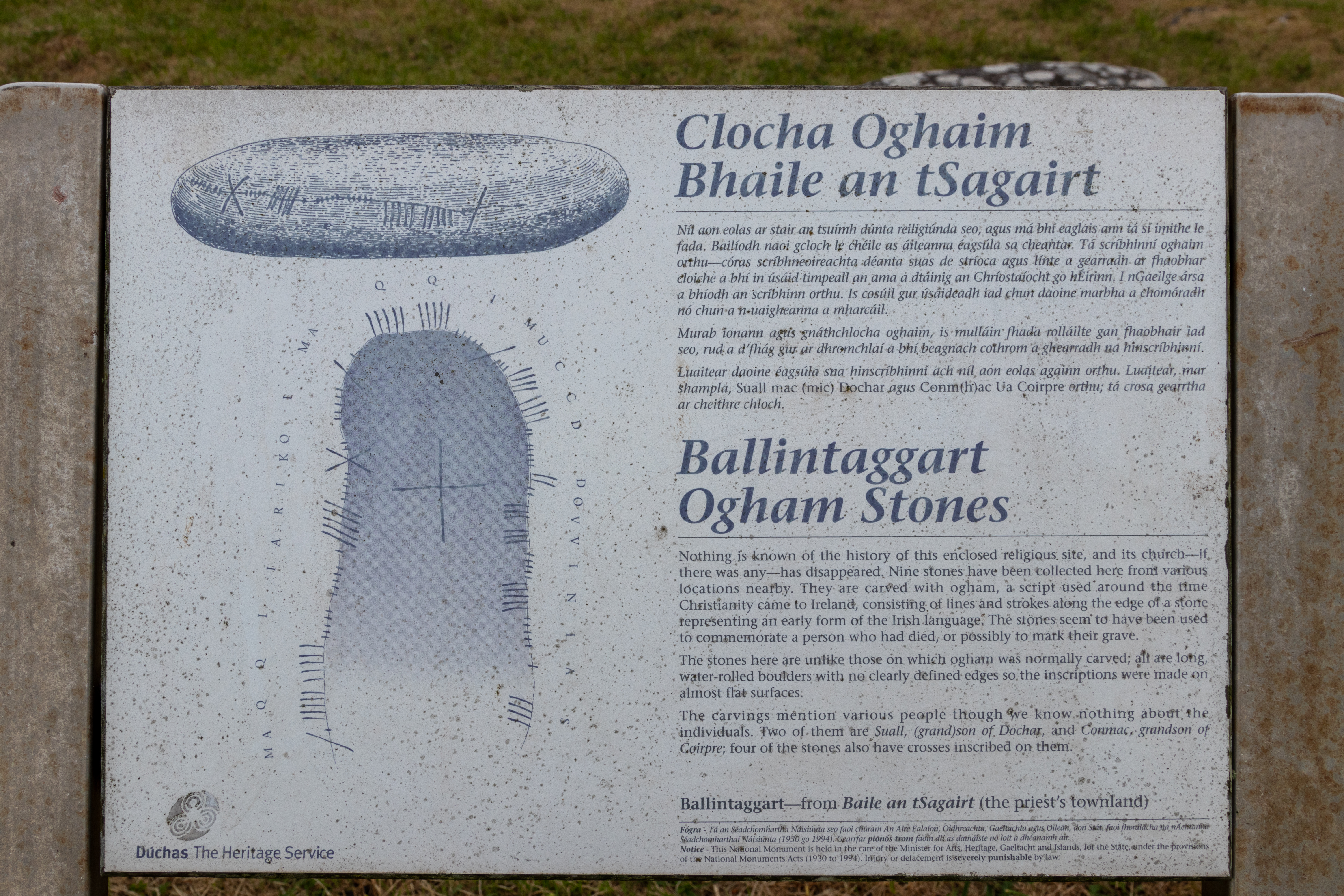
Hinweistafel Oghamsteine

Die Oghamsteine von Ballintaggart (irisch Baile an tSagairt – das Priesterdorf) liegen südlich von Dingle im County Kerry in Irland. Der niedrige Hügel, auf dem die etwa kreisförmige Einhegung liegt, befindet sich oberhalb der Hafeneinfahrt von Dingle. Acht der Oghamsteine liegen jetzt in etwa kreisförmig angeordnet am Boden, ein weiterer befindet sich in der Mitte.
Ursprünglich waren neun Steine bekannt; ein zehnter wurde in den 1980er Jahren gefunden. Dieser ragt lediglich 24 cm aus dem Boden.
Alte Karten verzeichnen  innerhalb der Einhegung eine Kirche, über deren Geschichte allerdings nichts bekannt ist. Der Platz wurde bis in die 1930er Jahre als Cillin (Kinderfriedhof) genutzt. Die neun von der Brandung zigarrenförmig gerundeten Steine sind aus Sandstein, stammen von verschiedenen Orten in der Nähe und sind einheitlich geformt. Einer der Steine ist zusätzlich zu der Aufschrift mit einer Felsritzung versehen, die vier zu einem Kreuz angeordnete adorierende Figuren zeigt, andere tragen Kreuzzeichen. 

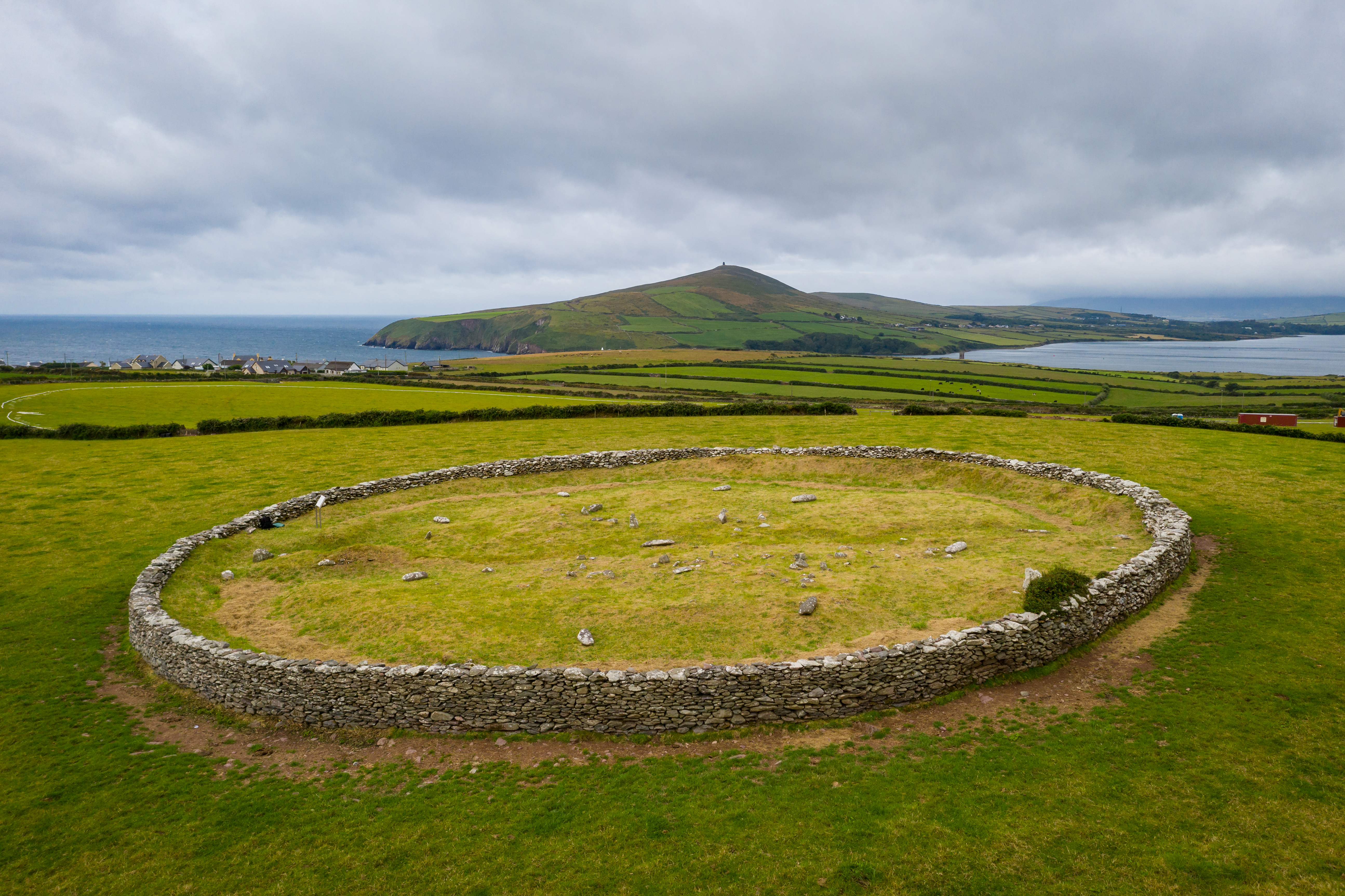
Einhegung von Ballintaggart
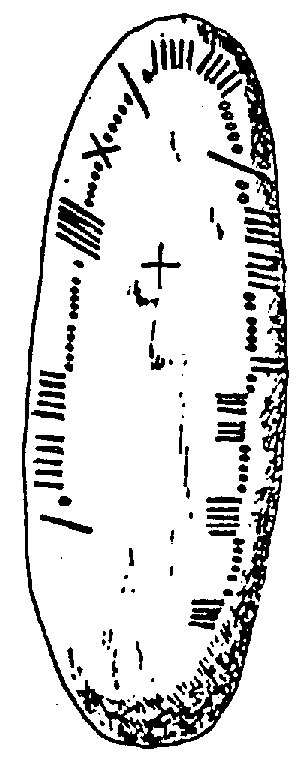
CIIC 156 – Oghamstein II von Ballintaggart
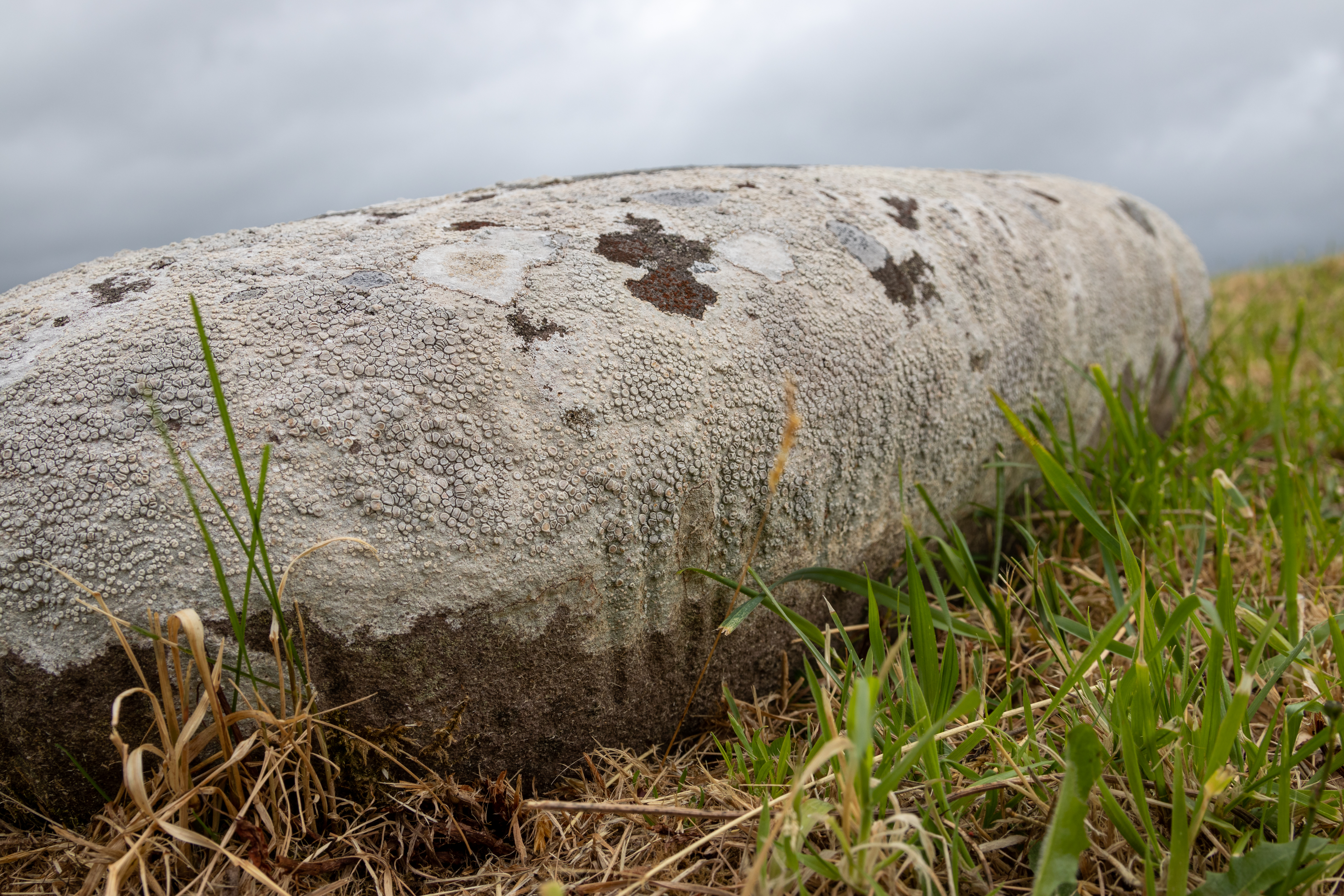
Oghamschrift auf einem Stein (Detail)

Teile der Ogaminschrift sind übersetzbar:
- Stein mit Inschrift CIIC 156: ᚋᚐᚊᚊᚔᚔᚐᚏᚔ(ᚕ)[ᚑᚔ]ᚋᚐᚊᚊᚔᚋᚒᚉᚉᚑᚔᚇᚑᚃᚃᚔᚅᚔᚐᚄ MAQQI-IARI KOỊ MA/QQI MU/CCOI DOVVINIAS (Von Mac-Iair hier, Sohn aus dem Stamm des Duibne)
- Stein mit Inschrift CIIC 160: ᚈᚏᚔᚐ ᚋᚐᚊᚐ ᚋᚐᚔᚂᚐᚌᚅᚔ || ᚉᚒᚏᚉᚔᚈᚈᚔ 
TRIA MAQA MAILAGNI || CURCITTI (dreier Söhne des Mailagnos [neuir. Maoilán]  des Rotgefärbten)[3][4]
- Stein mit Inschrift CIIC 161: ᚔᚅᚔᚄᚄᚔᚑᚅᚐᚄ INISSIONAS (des Inissiu?)[5]
- Stein mit Inschrift CIIC 162: ᚉᚒᚅᚐᚋᚐᚊᚊᚔᚐᚃᚔᚉᚑᚏᚁᚁᚔ 
CUNUMAQQI AVI CORBBI (des Cunumaqqos [Conmac], des Enkels von Corbbos)[6]
- Stein mit Inschrift CIIC 163: ᚅᚓᚈᚈᚐᚂ:ᚋᚐᚐᚐᚐᚐᚅᚐᚉᚉᚐᚕᚑᚔ ᚋᚐᚊᚊᚔᚋᚒᚉᚑᚔᚇᚑᚃ(ᚔᚅ[ᚔᚐ]ᚄ)
NETTA LAMINACCA //koi// MAQQI MUCOI DOV(IN[IA]S) (des Neffen von Laminacca, des Sohnes des Volks von Dovinas)[7] 
Dovinas, deren Name mehrfach auftaucht, war eine der Göttinnen des Stammes der Corcu Duibne.

Auf der Halbinsel befinden sich neben Einzelexemplaren Oghamsteingruppen: Coláiste Íde und Chute Hall.
Der Liegeort der Steine befindet sich auf einer umzäunten Weide, in einem kreisrunden durch eine Trockenmauer begrenzten Areal. Darin wurde ein Hinweisschild aufgestellt.